# Schnitt-Nahttechnik
Mit Schnitt-Nahttechnik ist in der traditionellen Chirurgie der abstehenden Ohren eine Technik gemeint, bei der nach einem langen Hautschnitt auf der Rück- oder Vorderseite des Ohres der freigelegte  Ohrknorpel an mehreren Stellen durchtrennt  und dann die  Anthelix mit Nähten neu geformt wird. Ein typischer Vertreter dieser Methode ist die Ohranlegeoperation nach Converse.